# Абдельхамід Шараф
Абдельхамід Шараф (араб. عبد الحميد شرف; 8 липня 1939 — 3 липня 1980) — хашимітський принц і йорданський політик, голова уряду Йорданії від грудня 1979 до липня 1980 року.

## Життєпис
Закінчив Американський університет у Бейруті, здобувши дипломи бакалавра філософських наук і магістра в галузі міжнародних відносин.
1962 року був призначений керівником департаменту арабських країн і Палестини міністерства закордонних справ Йорданії. Від 1963 року — генеральний директор Радіо Йорданії, а пізніше отримав посаду помічника начальника королівської канцелярії. 1965 року був призначений на посаду начальника відділу міжнародних організацій МЗС. У 1966—1967 роках займав пост міністра інформації. Влітку 1967 року став послом Йорданії у США й Канаді. 15 березня 1972 року був призначений на посаду постійного представника Йорданії при ООН. Від 13 липня 1976 року очолював королівську канцелярію.
19 грудня 1979 року сформував свій власний кабінет, одночасно отримавши портфелі міністра оборони та міністра закордонних справ. Помер під час перебування на посаді.